# Tysons Corner
Tysons Corner est une census-designated place (CDP) et une zone non incorporée (Unincorporated community) du comté de Fairfax en Virginie.

## Économie
Tysons Corner abrite deux centres commerciaux super-régionaux — Tysons Corner Centre (en) et Tysons Galleria (en) — et des sièges sociaux de nombreuses entreprises telles que DXC Technology, Intelsat, Gannett, Hilton Worldwide, Freddie Mac, Capital One et Booz Allen Hamilton.